# Pachyschistochila
Pachyschistochila là một chi rêu trong họ Schistochilaceae.